# Prison de Petit-Canal
L'ancienne prison de Petit-Canal est un édifice en ruine qui a servi de prison, sur la commune de Petit-Canal, en Guadeloupe.

## Histoire et description
Le bâtiment aurait pu servir de prison pour esclaves. Hégésippe Jean Légitimus y aurait été enfermé.[réf. nécessaire]
Il est aujourd'hui abandonné et en très mauvais état. Partiellement envahi par un figuier « maudit », la totalité de la toiture a disparu et il ne reste que quelques grilles aux ouvertures.
L'édifice a été inscrit au titre des monuments historiques en 1991.